# Chenay (Sarthe)
Pour les articles homonymes, voir Chenay.
Chenay est une commune française, située dans le département de la Sarthe en région Pays de la Loire, peuplée de 259 habitants.
La commune fait partie de la province historique du Maine.

## Géographie
| Valframbert (Orne) | Semallé (Orne)       | Montigny |
| Cerisé (Orne)      | Chenay               |          |
| Le Chevain         | Lignières-la-Carelle |          |

### Climat
Pour des articles plus généraux, voir Climat des Pays de la Loire et Climat de la Sarthe.
En 2010, le climat de la commune est de type climat océanique dégradé des plaines du Centre et du Nord, selon une étude du CNRS s'appuyant sur une série de données couvrant la période 1971-2000. En 2020, Météo-France publie une typologie des climats de la France métropolitaine dans laquelle la commune est exposée à un climat océanique altéré et est dans la région climatique  Normandie (Cotentin, Orne), caractérisée par une pluviométrie relativement élevée (850 mm/a) et un été frais (15,5 °C) et venté. 
Pour la période 1971-2000, la température annuelle moyenne est de 10,3 °C, avec une amplitude thermique annuelle de 14,2 °C. Le cumul annuel moyen de précipitations est de 730 mm, avec 12 jours de précipitations en janvier et 7,6 jours en juillet. Pour la période 1991-2020, la température moyenne annuelle observée sur la station météorologique de Météo-France la plus proche, « Alençon - Valframbert », sur la commune d'Alençon à 6 km à vol d'oiseau, est de 11,3 °C et le cumul annuel moyen de précipitations est de 743,7 mm,. Pour l'avenir, les paramètres climatiques de la commune estimés pour 2050 selon différents scénarios d'émission de gaz à effet de serre sont consultables sur un site dédié publié par Météo-France en novembre 2022.

## Urbanisme

### Typologie
Au 1er janvier 2024, Chenay est catégorisée commune rurale à habitat dispersé, selon la nouvelle grille communale de densité à sept niveaux définie par l'Insee en 2022.
Elle est située hors unité urbaine. Par ailleurs la commune fait partie de l'aire d'attraction d'Alençon, dont elle est une commune de la couronne,. Cette aire, qui regroupe 89 communes, est catégorisée dans les aires de 50 000 à moins de 200 000 habitants,.

### Occupation des sols
L'occupation des sols de la commune, telle qu'elle ressort de la base de données européenne d’occupation biophysique des sols Corine Land Cover (CLC), est marquée par l'importance des territoires agricoles (99,1 % en 2018), en diminution par rapport à 1990 (100 %). La répartition détaillée en 2018 est la suivante : 
prairies (65,4 %), zones agricoles hétérogènes (23 %), terres arables (10,7 %), milieux à végétation arbustive et/ou herbacée (0,9 %). L'évolution de l’occupation des sols de la commune et de ses infrastructures peut être observée sur les différentes représentations cartographiques du territoire : la carte de Cassini (XVIIIe siècle), la carte d'état-major (1820-1866) et les cartes ou photos aériennes de l'IGN pour la période actuelle (1950 à aujourd'hui).

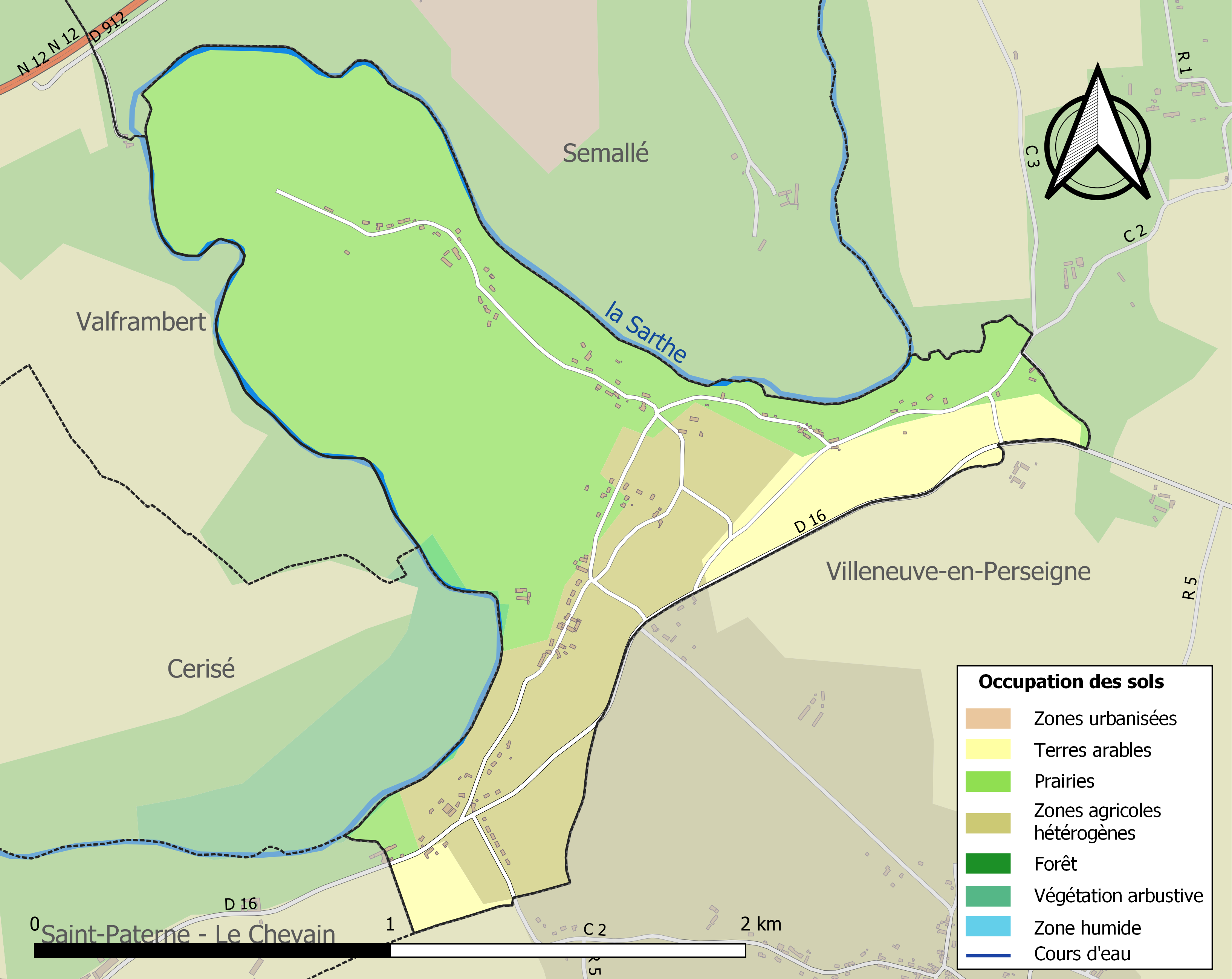
Carte des infrastructures et de l'occupation des sols de la commune en 2018 (CLC).

## Toponymie
Le nom de la localité est attesté sous la forme de Chenaio en 1105. Le toponyme serait issu de l'anthroponyme latin Canus suivi du suffixe gaulois -acum (francisé en -ay).
Le gentilé est Cheneysien.

## Politique et administration
| Période                                  | Période   | Identité        | Étiquette | Qualité                       |
| ---------------------------------------- | --------- | --------------- | --------- | ----------------------------- |
| mars 1959                                | mars 1983 | Marcel Tessiau  |           | Agriculteur                   |
| mars 1983                                | mars 1989 | Roger Lanlignel |           | Agriculteur                   |
| mars 1989                                | mars 2001 | Claude Esnault  |           |                               |
| mars 2001                                | En cours  | Joseph Lambert  | SE        | Responsable études et travaux |
| Les données manquantes sont à compléter. |           |                 |           |                               |

## Démographie
L'évolution du nombre d'habitants est connue à travers les recensements de la population effectués dans la commune depuis 1793. Pour les communes de moins de 10 000 habitants, une enquête de recensement portant sur toute la population est réalisée tous les cinq ans, les populations de référence des années intermédiaires étant quant à elles estimées par interpolation ou extrapolation. Pour la commune, le premier recensement exhaustif entrant dans le cadre du nouveau dispositif a été réalisé en 2004.
En 2022, la commune comptait 259 habitants, en évolution de +14,6 % par rapport à 2016 (Sarthe : −0,25 %, France hors Mayotte : +2,11 %).
| 1793 | 1800 | 1806 | 1821 | 1831 | 1836 | 1841 | 1846 | 1851 |
| ---- | ---- | ---- | ---- | ---- | ---- | ---- | ---- | ---- |
| 150  | 158  | 120  | 157  | 163  | 160  | 143  | 149  | 132  |

| 1856 | 1861 | 1866 | 1872 | 1876 | 1881 | 1886 | 1891 | 1896 |
| ---- | ---- | ---- | ---- | ---- | ---- | ---- | ---- | ---- |
| 123  | 128  | 126  | 113  | 111  | 102  | 96   | 94   | 82   |

| 1901 | 1906 | 1911 | 1921 | 1926 | 1931 | 1936 | 1946 | 1954 |
| ---- | ---- | ---- | ---- | ---- | ---- | ---- | ---- | ---- |
| 84   | 101  | 83   | 94   | 81   | 68   | 72   | 74   | 90   |

| 1962 | 1968 | 1975 | 1982 | 1990 | 1999 | 2004 | 2006 | 2009 |
| ---- | ---- | ---- | ---- | ---- | ---- | ---- | ---- | ---- |
| 84   | 85   | 94   | 105  | 134  | 108  | 126  | 153  | 199  |

| 2014 | 2019 | 2022 | - | - | - | - | - | - |
| ---- | ---- | ---- | - | - | - | - | - | - |
| 221  | 241  | 259  | - | - | - | - | - | - |

## Lieux et monuments
- Église Saint-André des XIe-XIIe siècles.
- Moulin de Coudray des XVIe et XXe siècles.
- Ferme du XVIIIe siècle (parc Gallet).
- Mairie du XVIIIe siècle.
- Manoir de 1759.